# Jasmineira analis
Jasmineira analis är en ringmaskart som beskrevs av Ehlers 1908. Jasmineira analis ingår i släktet Jasmineira och familjen Sabellidae. Inga underarter finns listade i Catalogue of Life.